# Петуховы (Котельничский район)
Петуховы — деревня в Котельничском районе Кировской области в составе Карпушинского сельского поселения.

## География
Располагается на расстоянии примерно 18 км по прямой на запад от райцентра города Котельнич.

## История
Известна с 1802 года как деревня Костромская с 5 дворами. В 1873 году здесь (деервня Костроминская или Петуховы) было учтено дворов 12 и жителей 92, в 1905 19 и 124, в 1926 (деревня Петуховы или Петухи, Самоделкинские) 27 и 154, в 1950 28 и 87, в 1989 проживало 135 человек. Настоящее название утвердилось с 1939 года.

## Население
Постоянное население  составляло 94 человека (русские 99%) в 2002 году, 54 в 2010.